# Back to Bed
『Back to Bed』（バックトゥベッド）は、デンマークのインディーゲームスタジオBedtime Digital Gamesが開発した3Dアクションパズルゲーム。

## 概要
過眠症と夢遊病の罹患者である男性・ボブ（Bob）が、夢の中の世界をさまよいながら各ステージのゴールであるベッドへの到達を目指す。ゲーム内のボブは自動で歩き続け直接操作ができないため、ボブの潜在意識である人面の守護者「サボブ」（Subob）を操作してボブが歩く軌道を変えながら誘導することになる。舞台となる世界の描写には、サルバドール・ダリの絵画『記憶の固執』で描かれた柔らかい時計に似た物体や、マウリッツ・エッシャーの絵画『物見の塔』のように現実では建築不可能なだまし絵的構造物など、シュルレアリスムの表現が多く用いられている。
本作は、デンマークのゲーム制作教育機関DADIUの学生だった開発者たちにより2011年の秋から開発が始められ、後述のように開発段階の時点で複数のゲーム賞での受賞やノミネートを果たした。また、2013年2月20日から2013年3月17日の期間に実施したKickstarterによるクラウドファンディングで1万3312ドルの資金が集まった事に加え投資会社からの支援も決まり、これらのことが2013年末の会社設立に繋がった。

## システム
前述のようにボブは自動で歩き続け、ゴール地点のベッドに到達すればステージクリア、崖から落下したり敵キャラクターに触れたりするとミスになる。また、ボブは障害物にぶつかると右に90度旋回して再び歩き始めるという特性を持っている。
プレイヤーが操作するサボブは、ボブや敵に触れてもすり抜け、崖から落ちることもない。ステージ内には障害物の巨大なリンゴや橋代わりに利用できる魚型の長い板が置かれているが、サボブはこれらを持ち運んで任意の場所へ配置できる。また、一部の壁に立てかけられた梯子を上ると壁に対して垂直な状態で歩けるようになる。
ステージを進めていくと、通常モードよりも難易度が高い「悪夢版」（Nightmare）モードが解禁される。ステージの作りは通常モードと同じだが、ステージ内の各所に鍵が配置されており、それらを全て取らなければゴール地点に到達してもクリアにならない。

## 評価
以下の評価はいずれも開発時点のもの。
- Nordic Game Indie Night 2012 ノミネート[20]
- Unity Awards 2012 「Best Student Project」ノミネート[21]
- Dutch Game Awards 2012 「Guts & Glory Award」受賞[22]
- 2013 IGF Awards Student Showcase ノミネート[23]